# استفانو مورو
استفانو مورو (ایتالیایی: Stefano Moro؛ زادهٔ ۲۲ ژوئن ۱۹۹۷) دوچرخه‌سوار پیست اهل ایتالیا است.
وی در مسابقات کشوری و بین‌المللی در مجموع برندهٔ ۲ مدال نقره، ۱ مدال برنز شده‌است.